# Kunstjahr 1936
Liste der Kunstjahre

1934 | 1935 | Kunstjahr 1936 | 1937 | 1938 | 1939 | 1940 | ►

Weitere Ereignisse
Dieser Artikel behandelt das  Kunstjahr 1936.

## Ereignisse

### Bildhauerei
- Mai: Anlässlich des 400-jährigen Jubiläums der Gründung der Stadt Buenos Aires wird der Obelisk von Buenos Aires errichtet.

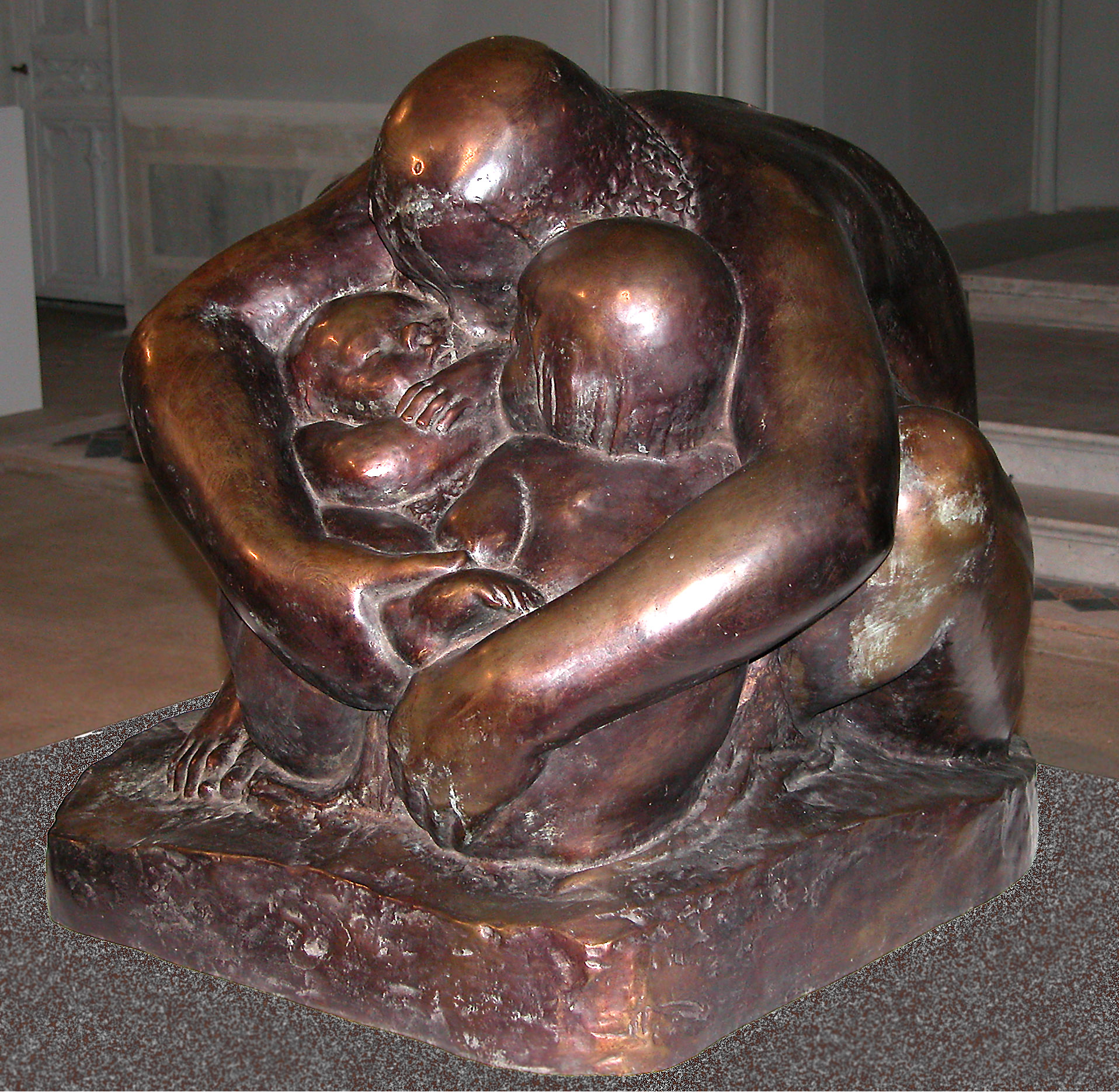
Mutter mit zwei Kindern

- Käthe Kollwitz stellt nach vier Jahren Arbeit die Bronzeplastik Mutter mit zwei Kindern fertig.

### Comic
- 17. Februar: Mit der Comicfigur Phantom erscheint erstmals ein Superheld als Hauptfigur eines Daily strips.

### Fotografie
- Henry Luce gründet in New York das Life Magazine für Fotojournalismus.

### Malerei
- 11. Juni: In London beginnt die Kunstausstellung International Surrealist Exhibition, die dem britischen Publikum Werke des Surrealismus präsentiert. Der Erfolg der Ausstellung zeigt sich in ihren Besucherzahlen. Die Schlangen am Eingangsschalter sind am Eröffnungstag so lang, dass der Verkehr am Piccadilly zum Erliegen kommt. Die Ausstellung wird bis zum 4. Juli von 30.000 Interessierten besucht und wird von folgenden Vorträgen begleitet:
  - 16. Juni: André Breton: Limites non Frontières du Surréalisme
  - 19. Juni: Herbert Read: Art and the Unconscious
  - 24. Juni: Paul Éluard: La Poésie Surréaliste
  - 26. Juni: Hugh Sykes Davies: Biology and Surrealism
  - 1. Juli: Salvador Dalí: Fantomes paranoiaques authentiques

- In New York City wird die Künstlerorganisation American Abstract Artists zur Förderung abstrakter Kunst gegründet.

### Olympische Spiele
- 1. August bis 16. August: Bei den Olympischen Sommerspielen in Berlin werden wieder Kunstwettbewerbe ausgetragen.

## Geboren
- 09. Januar: Philip John Kennedy Burton, britischer Ornithologe und Tierillustrator († 2023)
- 11. Januar: Eva Hesse, deutsch-US-amerikanische Künstlerin († 1970)
- 29. Januar: Patrick Caulfield, britischer Pop-Art Künstler († 2005)
- 29. Januar: Eva-Maria Geisler, deutsch-österreichische Malerin und Grafikerin († 2005)

- 12. Februar: Martial Raysse, französischer Künstler des Nouveau Réalisme

- 06. März: Jorge Abbondanza, uruguayischer Kulturjournalist, Kritiker und Künstler († 2020)
- 15. März: Francisco Ibáñez, spanischer Comiczeichner († 2023)
- 23. März: Jannis Kounellis, griechischer Künstler († 2017)
- 31. März: Aung Thwin, myanmarischer Bildhauer

- 29. April: Frieder Burda, deutscher Kunstsammler († 2019)

- 12. Mai: Frank Stella, US-amerikanischer Maler und Bildhauer († 2024)
- 15. Mai: Ralph Steadman, britischer Autor, Illustrator, Cartoonist und Karikaturist
- 17. Mai: Károly Klimó, ungarischer Maler und Graphiker

- 10. Juni: Thomas Höpker, deutscher Fotograf († 2024)
- 19. Juni: Zacharias Heinesen, färöischer Maler
- 25. Juni: Gerhard Andrées, deutscher Maler und Objektkünstler

- 09. Juli: Helmut Ackermann, deutscher Grafiker und Maler († 2017)
- 13. Juli: Joan Jonas, US-amerikanische Künstlerin
- 15. Juli: Peter Albert, deutscher Architekt und bildender Künstler
- 17. Juli: Tao Ho, Architekt und Designer aus Hongkong († 2019)
- 21. Juli: Keiichi Tanaami, japanischer Künstler († 2024)
- 25. Juli: Glenn Murcutt, australischer Architekt

- 01. August: Yves Saint Laurent, französischer Modeschöpfer († 2008)
- 20. August: Regine Heinecke, deutsche Malerin, Grafikerin und Illustratorin († 2019)

- 07. September: Helga de Alvear, deutsche Kunstsammlerin, Galeristin und Kuratorin († 2025)
- 25. September: Jörg Boström, deutscher Maler und Fotograf († 2025)

- 04. Oktober: Christopher Alexander, Architekt, Architekturtheoretiker und Buchautor († 2022)
- 09. Oktober: Jan Voss, deutscher Künstler
- 21. Oktober: Heidrun Hegewald, deutsche Malerin und Grafikerin
- 21. Oktober: Barbara Raetsch, deutsche Malerin
- 22. Oktober: Peter Cook, britischer Architekt und Autor
- 23. Oktober: HP Zimmer, deutscher Maler und Bildhauer († 1992)
- 24. Oktober: Jüri Arrak, estnischer Maler, Graphiker, Kunstschmied und Animationskünstler († 2022)
- 28. Oktober: Horst Antes, deutscher Maler

- 15. November: Horst Bartnig, deutscher Maler, Bühnenmaler, Grafiker, Computergrafiker und Plastiker († 2025)
- 22. November: Edgar Augustin, deutscher Bildhauer und Zeichner († 1996)

- 04. Dezember: John Giorno, US-amerikanischer Performancekünstler und Poet († 2019)
- 10. Dezember: Radomir Damnjanović, jugoslawischer Maler und Body-Art-Künstler († 2025)

Genaues Datum unbekannt:
- Eugen Schönebeck, deutscher Maler
- Else Winnewisser, deutsche Malerin und Grafikerin

## Gestorben
- 19. Januar: Gonzalo Carrasco Espinosa, mexikanischer Geistlicher und religiöser Maler (* 1859)
- 14. Juni: Hans Poelzig, deutscher Maler und Architekt (* 1869)
- 09. Oktober: Emil Artur Longen, tschechischer Regisseur, Dramaturg, Maler, Autor (* 1885)
- 30. Oktober: Ferdynand Ruszczyc, polnischer Maler (* 1870)